# Giulio Mencuccini
Giulio Mencuccini (Fossacesia, 13 marzo 1946) è un vescovo cattolico italiano.

## Biografia
È nato il 13 marzo 1946 a Fossacesia nell'allora arcidiocesi di Chieti.
Il 5 settembre 1964 ha emesso la professione solenne dei voti nella congregazione dei passionisti a Morrovalle.
È stato ordinato presbitero il 6 agosto 1973 a Fossacesia dall'arcivescovo Vincenzo Fagiolo.
Il 22 gennaio 1990 papa Giovanni Paolo II lo ha nominato vescovo di Sanggau; ha ricevuto l'ordinazione episcopale il successivo 3 giugno dall'arcivescovo Hieronymus Herculanus Bumbun, suo predecessore a Sanggau come amministratore apostolico, coconsacranti Francesco Canalini, pro-nunzio apostolico in Indonesia, e Julius Riyadi Darmaatmadja, arcivescovo di Semarang.
Nell'ottobre 2012 nella diocesi di Sanggau si è tenuta la prima giornata della gioventù indonesiana.
È noto come "vescovo-biker" perché utilizza la moto per muoversi nella sua diocesi, ogni anno organizza un raduno di motociclisti in Italia per raccogliere fondi per la sua diocesi.
Il 18 giugno 2022 papa Francesco ha accolto la sua rinuncia al governo pastorale della diocesi per raggiunti limiti di età.

## Genealogia episcopale
La genealogia episcopale è:
- Cardinale Scipione Rebiba
- Cardinale Giulio Antonio Santori
- Cardinale Girolamo Bernerio, O.P.
- Arcivescovo Galeazzo Sanvitale
- Cardinale Ludovico Ludovisi
- Cardinale Luigi Caetani
- Cardinale Ulderico Carpegna
- Cardinale Paluzzo Paluzzi Altieri degli Albertoni
- Papa Benedetto XIII
- Papa Benedetto XIV
- Papa Clemente XIII
- Cardinale Bernardino Giraud
- Cardinale Alessandro Mattei
- Cardinale Pietro Francesco Galleffi
- Cardinale Giacomo Filippo Fransoni
- Cardinale Carlo Sacconi
- Cardinale Edward Henry Howard
- Cardinale Mariano Rampolla del Tindaro
- Cardinale Rafael Merry del Val
- Cardinale Raffaele Scapinelli di Leguigno
- Cardinale Friedrich Gustav Piffl
- Vescovo Michael Memelauer
- Cardinale Franz König
- Arcivescovo Ottavio De Liva
- Cardinale Justinus Darmojuwono
- Arcivescovo Hieronymus Herculanus Bumbun, O.F.M.Cap.
- Vescovo Giulio Mencuccini